# ورانه ناد ولتاوو
ورانه ناد ولتاوو (به چکی: Vrané nad Vltavou) یک منطقهٔ مسکونی در جمهوری چک است که در شهرستان پراگ-غرب واقع شده‌است.
 ورانه ناد ولتاوو ۴٫۲۵ کیلومتر مربع مساحت و ۲٬۳۲۲ نفر جمعیت دارد و ۱۹۶ متر بالاتر از سطح دریا واقع شده‌است.